# 복흥초등학교
복흥초등학교는 대한민국 전북특별자치도 순창군 복흥면 정산리에 있는 공립 초등학교다.

## 학교 연혁
- 1925년 4월 10일 복흥공립보통학교 개교(설립인가 3월 10일)
- 1938년 4월 1일 복흥공립심상소학교로 개칭[1]
- 1941년 4월 1일 복흥공립국민학교로 개칭[2]
- 1954년 4월 1일 답동국민학교 분리
- 1981년 3월 4일 병설유치원 개원
- 1996년 3월 1일 복흥초등학교로 교명 개정[3]
- 2000년 3월 1일 답동초등학교 통합
- 2019년 9월 1일 제24대 박붕서 교장 부임
- 2020년 2월 5일 제91회 졸업(총 4,096명)
- 2020년 3월 2일 초등학교 7학급(계 48명), 유치원 1학급(4명) 편성

## 참고 자료
- 복흥초등학교 - 한국교육학술정보원 학교알리미